# Єнген
Єнген (нім. Jengen) — громада в Німеччині, знаходиться в землі Баварія. Підпорядковується адміністративному округу Швабія. Входить до складу району Остальгой. Складова частина об'єднання громад Бухле.
Площа — 33,75 км2. Населення становить 2524 особи (станом на 31 грудня 2020).